# Senise
Senise (S'nìs in dialetto locale) è un comune italiano di 6 412 abitanti della provincia di Potenza in Basilicata.

## Geografia fisica
Il territorio comunale risulta compreso tra i 171 e i 651 m s.l.m. con un'escursione altimetrica complessiva pari a 480 metri. Il centro abitato sorge a 335 m s.l.m.

## Storia
Una vecchia tradizione narra che il paese fosse posto più in basso, verso la confluenza del Serrapotamo col Sinni, ma per la mortifera malaria fu abbandonato ed edificato nel punto dov'è attualmente collocato. La tradizione avrebbe un fondamento nel significato del toponimo Senise, che vorrebbe significare "luogo del Sinni" e non "colonia di Siena". La tradizione, racconta che un cavalier di Siena, un Senese, errando verso le Crociate, avrebbe fondato il paese omonimo. E siccome Siena, fondata Senio e Ascanio, figli di Remo, ha per emblema una lupa che allatta un bambino, anche Senise volle assumer questo simbolo, ma la critica, a base di documenti, ha dimostrato che Senise è anteriore alle Crociate. Infatti, Senise sorse già in epoca romana imperiale come dimostrano i resti di una villa ritrovati in località San Filippo. Mentre il fortunato ritrovamento degli Ori di Senise, attualmente custoditi nel Museo Nazionale di Napoli, testimonia la presenza a Senise dei Longobardi (VII).
Lo stemma si ammira in un libro del censimento del 1753 (Catasto generale della Terra di Senise in Basilicata), importante documento conservato in quell'Archivio Municipale. La fondazione dell'attuale centro abitato di Senise è da farsi risalire al periodo normanno quando fu edificato un primitivo castello, dipendente dalla contea di Chiaromonte, parte di un complesso sistema difensivo creato a difesa della valle sottostante. Intorno a tale baluardo difensivo andò a costituirsi il primo nucleo abitato.
Dopo l'arrivo degli Angioini venne edificato il Convento e la Chiesa di San Francesco (1270) e si spostò il castello in posizione più elevata, il tessuto urbano si espanderà fino ad occupare l'intera collina a forma di triangolo, definita a valle del torrente Serrapotamo, ed ai lati da due profondi valloni che costituiranno una vera e propria difesa naturale. All'interno di tale triangolo, successivamente chiuso da cinta muraria e dominato dalle emergenze del castello, dal convento (che rappresenterà per secoli il punto di riferimento religioso e culturale della comunità) e dalle chiese, il tessuto edificato si svilupperà assecondando la morfologia del suolo, cioè con gli isolati disposti a terrazze collegate da una fitta trama di percorsi ortogonalmente alle curve di livello stesse. Sostanzialmente, dalla metà del Cinquecento alla fine dell'Ottocento, l'impianto urbanistico di Senise rimarrà pressoché inalterato, tutto compreso nella cerchia delle mura, registrandosi semplicemente una crescita su sé stesso del centro urbano, con operazioni di sostituzioni edilizia o di accorpamento di più edifici, per la realizzazione, a partire dal XVIII secolo, dei palazzi nobiliari-signorili della borghesia agraria nata dal disfacimento e dall'abolizione dei privilegi feudali.
Quindi per tutto il XIX secolo e parte del XX secolo l'immagine urbana risulterà caratterizzata, oltre che dalla mole del castello e del convento francescano, simboli di un potere laico e religioso ormai in decadenza, da un consistente numero di edifici signorili contornati da un'edilizia minore, in qualche misura legata al palazzo signorile stesso, che rifletteranno in maniera evidente i rapporti gerarchici di natura socio-economica esistenti all'interno della comunità senisese.
Organizzazione socio-economica che ritroviamo anche nel territorio agricolo, dove a fronte di un certo numero di masserie, che assumeranno il ruolo, mantenutosi costante fino a qualche decennio fa, di vere e proprie cellule base dell'organizzazione sociale ed economica dello spazio agricolo, si ritrova un'edilizia povera costituita da edifici ad un piano realizzati con blocchi d'argilla e paglia (ricoveri giornalieri dei contadini), diffusi soprattutto nelle aree ex demaniali poi quotizzate.
In sintesi, quindi, fino ai primi del Novecento, il nucleo urbano di Senise sarà il risultato di stratificazioni secolari testimoniate, non da emergenze architettoniche di eccezionale valore, bensì da un tessuto minuto compatto, ricco di soluzioni tipologiche particolari, di tecniche costruttive e di diffusi elementi architettonici, in parte ancora evidenti all'interno di quello che oggi definiamo centro storico.

### Onorificenze
Titolo di città in Italia
Il 21 novembre 2024 il Presidente della Repubblica Sergio Mattarella, tramite decreto, ha insignito il Comune di Senise del titolo onorifico di "Città" .

## Monumenti e luoghi d'interesse

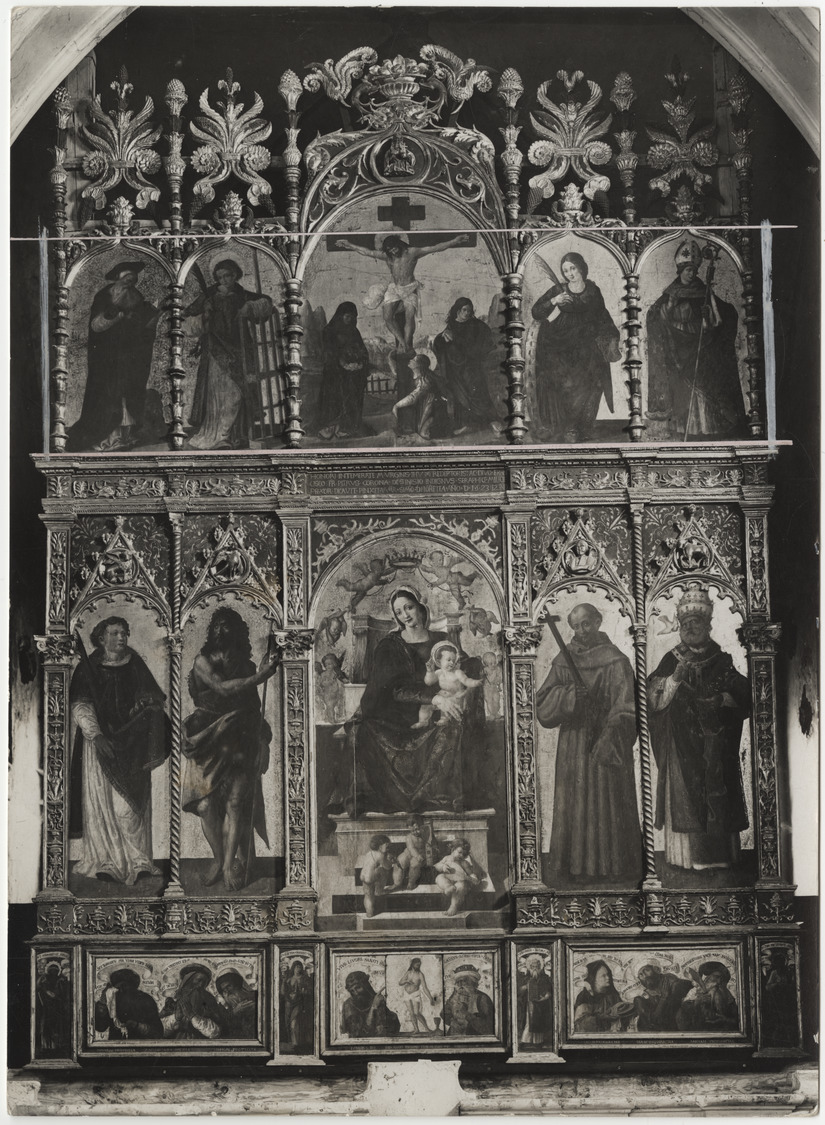
Polittico di Fra Simone da Firenze nella chiesa di San Francesco

Da visitare il centro storico del paese, sviluppatosi ai piedi di un castello medievale, lungo le pendici del colle, costituito da vicoli e caseggiati anch'essi medievali, che possono diventare, per chi non ha una minima conoscenza del luogo, un labirinto inestricabile. Importanti palazzi nobiliari sono all'interno del borgo antico; Palazzo Crocco, Palazzo Guerriero, Palazzo Donnaperna, Palazzo Sole, Palazzo Marcone e Palazzo Barletta. Di notevole interesse i loro portali in pietra lavorati in modo particolare. L'intero centro storico si è conservato pressoché intatto, in gran parte perché poco abitato e non soggetto a importanti interventi di restauro, a favore di aree di più recente costruzione; rivive una sorta di ripopolamento solamente d'estate, quando le famiglie emigrate tornano in visita ai parenti.
Altro elemento di forte interesse è la chiesa di San Francesco, edificio costruito nel 1200 quale chiesa annessa ad un convento di frati francescani (convento divenuto sede del municipio; sono ancora visibili affreschi raffiguranti la vita di San Francesco). L'esterno, in pietra locale a vista, è caratterizzato da un portale ad ogiva, gotico, in blocchi di pietra lavorati e scolpiti con motivi decorativi; l'interno, caratterizzato da stucchi del XVII secolo e un soffitto ligneo cassettonato, custodisce affreschi di età medievale, lapidi funerarie e, nel presbiterio, un polittico realizzato dal pittore Simone da Firenze nel XVI secolo ed un coro ligneo intagliato con motivi decorativi.
Nel centro storico è possibile visitare la casa di Sant'Andrea Avellino, attuale sede del museo etnografico.
Nel territorio di Senise è sito un bacino artificiale, la diga di Monte Cotugno, realizzata negli anni settanta del Novecento. L'invaso è il più grande d'Europa in terra battuta e la sua acqua è utilizzata per il bisogno irriguo del metapontino e di gran parte della Puglia; inoltre le sue acque sono spesso teatro di gare nazionali di canottaggio. È inoltre circondato da campi coltivati ad oliveti e da siti naturali ricchi di vegetazione e fauna locali.

### Altro
La diga di Monte Cotugno, situata a Senise, è la più grande diga d'Europa costruita in terra battuta. Essa consente di invasare le acque del fiume Sinni per usi agricoli, industriali, potabili e civili. Il lago ha una regolazione pluriennale e per assicurare la massima frequenza di riempimento del serbatoio è previsto di convogliare in esso le acque del torrente Sarmento e del fiume Agri, intercettate in apposite sezioni di sbarramento e condotte tramite gallerie di valico.
La tenuta idraulica dello sbarramento dipende da uno strato di conglomerato bituminoso applicato sul paramento di monte che si salda in basso col dispositivo di tenuta fondazione. Il manto impermeabile è formato da uno strato di base e di livellamento, anch'esso in conglomerato bituminoso chiuso dello spessore di 5 cm, da uno strato drenante in conglomerato molto aperto dello spessore variabile da 10 a 16 cm, da due strati di tenuta in calcestruzzo bituminoso, da uno strato di sigillo superficiale.
Lo scarico di superficie è costituito da un settore di calice con apertura al centro di 120°, attraverso un pozzo verticale si collega con una galleria circolare di 6,20 m di diametro per una lunghezza di 1104 m che porta le acque a valle della diga. Lo scarico di mezzofondo è costituito da due coppie di luci, con soglia a quota 236,70 ciascuna munita di due coppie di paratoie piane. Esso s'immette nella galleria del soprastante scarico di superficie. L'opera di presa utilizza un'apposita galleria situata nella sponda destra lunga 756 m, e collegata con una torre di presa, con paratoie d'immissione a diversi livelli per consentire l'utilizzazione delle acque ad uso potabile.
Il muro della diga misura in lunghezza 1850 m e in altezza 60 m; è largo alla base 260 m. Il diametro del tubo misura 3 m, la portata massima della diga (in estate) è di 15-13 metri cubi, nel periodo invernale la portata minima è di 4-5 metri cubi. La capacità massima è di 530 milioni di metri cubi. La diga di Monte Cotugno è situata nel territorio della valle del Sinni nel comune di Senise che domina la valle alla confluenza del Serrapotamo nel Sinni, al centro tra il mar Ionio e il mar Tirreno.
Entrata in funzione nel 1983, è una delle più grandi opere in terra battuta realizzata in Europa, sbarra il corso del fiume Sinni nel punto in cui il letto del fiume si restringe. Esso, l'antico "Siris" dei Greci, nasce a circa 1850 m di quota dalla Serra della Giumenta, propaggine del Monte Sirino, e scorre per 94 km. Raccoglie le acque dei torrenti Cogliandrino e Serrapotamo da sinistra e dei torrenti Frido, Rubbio e Sarmento da destra. L'aspetto del Sinni è quello tipico della fiumara con un letto largo e ciottoloso, quasi asciutto per gran parte dell'anno, impetuoso durante le piene invernali. Il suo bacino è delimitato a sud dal massiccio del Pollino e dal monte la Spina e a nord dal massiccio del Sirino, dal monte Alpi, dalla Tempa Coda di Volpe e dalla Tempa Acqua Seccagna.

## Società

### Evoluzione demografica
Gli abitanti sono distribuiti in 2 861 nuclei familiari con una media per nucleo familiare di 2,3 componenti.
Abitanti censiti

### Etnie e minoranze straniere
La popolazione comunale è stata caratterizzata negli ultimi anni, da una crescente immigrazione. Al 31 dicembre 2022 gli immigrati stranieri regolari risultano essere 261 (136 uomini e 125 donne), equivalente al 3,99% della popolazione residente (1,72% in più rispetto al 31 dicembre 2012). 
Le comunità più rappresentate sono:
| Nazione  | Stranieri regolari | sul totale degli immigrati | sulla popolazione residente |
| -------- | ------------------ | -------------------------- | --------------------------- |
| Romania  | 90                 | 34,48 %                    | 1,37 %                      |
| Nigeria  | 42                 | 16,09 %                    | 0,64 %                      |
| Tunisia  | 22                 | 8,43 %                     | 0,34 %                      |
| Pakistan | 14                 | 5,36 %                     | 0,21 %                      |
| Mali     | 13                 | 4,98 %                     | 0,20 %                      |
| Cina     | 10                 | 3,83 %                     | 0,15 %                      |
| Altre    | 70                 | 26,82 %                    | 1,07 %                      |
|          |                    |                            |                             |
|          | 261                | 100,00 %                   | 3,99 %                      |

Tra le altre troviamo: Albania, Argentina, Bulgaria, Camerun, Colombia, Costa d'Avorio, Gambia, Ghana, Giappone, India, Kenya, Marocco, Paesi Bassi, Polonia, Regno Unito, Senegal, Spagna, Stati Uniti, Tanzania, Turchia e Ucraina

## Cultura

### Istruzione

#### Scuole
Scuola Materna Paritaria "P.G. Minozzi"
Istituto Comprensivo "Nicola Sole":
- Scuola dell'infanzia (Plesso Belvedere)
- Scuola Primaria:
  - Plesso Centrale
  - Plesso Giardini
  - Plesso San Pietro
- Scuola Secondaria di I grado

Scuola Secondaria di II grado: Istituto d'Istruzione Superiore "Leonardo Sinisgalli":
- Liceo "Isabella Morra":

APOF-IL (Agenzia Provinciale Orientamento Istruzione Formazione e Lavoro):

### Teatro
A Senise sono presenti due compagnie teatrali, delle quali una (Senise Teatro) presente sul territorio da circa 30 anni, si occupa esclusivamente di teatro in dialetto locale, proponendo opere di creazione propria, mentre da oltre venti anni la seconda compagnia , la SAMS (Società Artistica Mutuo Soccorso), si occupa di vari generi teatrali, dal teatro napoletano al teatro dell'assurdo.

### Cucina

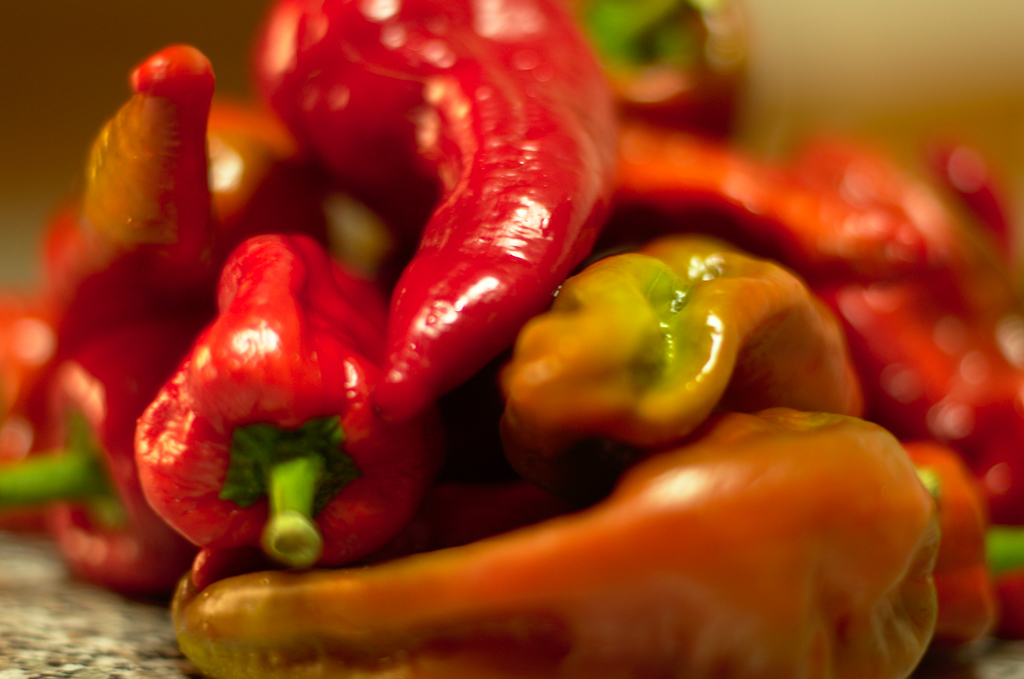
Peperoni di Senise

La gastronomia locale è famosa per il suo peperone di Senise, una delle varietà più pregiate a livello nazionale. Noto in dialetto locale come Źafaran; si fregia del marchio IGP dal 1996. Con i peperoni di Senise si realizzano numerosi piatti della tradizione contadina. Generalmente vengono essiccati e diventano "cruschi" cioè croccanti. Passati in olio bollente (o talvolta al forno) e salati, accompagnano pasta, formaggi e verdure come fave o insalate. Vengono anche consumati freschi e cotti al forno ripieni con acciughe e mollica (źafaran chin). Altro uso frequente è quello di ridurli in polvere (źafaran p'sat), creando così una spezia per aromatizzare primi, secondi e prodotti da forno. Altri prodotti della cucina locale sono il finocchio di Senise e la melanzana bianca, riconosciuti  prodotti agroalimentari tradizionali lucani.

## Infrastrutture e trasporti
- Strada statale 92 dell'Appennino meridionale

## Sport
La squadra di calcio è l’Atletico Senise, che attualmente milita in seconda categoria.
Ha inoltre una squadra di calcio a 5 che milita nel campionato nazionale di Serie B, il terzo livello del campionato italiano di calcio a 5.

## Amministrazione
| Periodo           | Periodo           | Primo cittadino             | Partito                            | Carica                  | Note |
| ----------------- | ----------------- | --------------------------- | ---------------------------------- | ----------------------- | ---- |
| 21 novembre 1993  | 23 aprile 1995    | Francesco Bulfaro           | Democrazia Cristiana               | sindaco                 |      |
| 23 aprile 1995    | 13 giugno 1999    | Giovanni Asprella           | lista civica di centro-sinistra    | sindaco                 |      |
| 13 giugno 1999    | 27 maggio 2002    | Luigi Le Rose               | L'Ulivo                            | sindaco                 |      |
| 27 maggio 2002    | 28 maggio 2007    | Giuseppe Nicola Petruccelli | lista civica                       | sindaco                 |      |
| 28 maggio 2007    | 7 maggio 2012     | Giuseppe Castronuovo        | lista civica                       | sindaco                 |      |
| 7 maggio 2012     | 11 giugno 2017    | Giuseppe Castronuovo        | lista civica Continuità per Senise | sindaco                 |      |
| 11 giugno 2017    | 14 marzo 2019     | Maria Rosa Spagnuolo        | lista civica Senise bene comune    | sindaco                 |      |
| 14 marzo 2019     | 21 settembre 2020 | Alberico Gentile            |                                    | commissario prefettizio |      |
| 21 settembre 2020 | 26 marzo 2024     | Giuseppe Castronuovo        | lista civica Senise nel futuro     | sindaco                 |      |
| 26 marzo 2024     | 26 maggio 2025    | Alberico Gentile            |                                    | commissario prefettizio |      |
| 26 maggio 2025    | in carica         | Eleonora Castronuovo        | lista civica Senise Responsabile   | sindaco                 |      |

- Municipio: C.da Mercato - Area P. I.P.

### Gemellaggi
- Busto Garolfo, dal 1977[12]